# Liste des seigneurs de Mayenne
Ceci est une liste des seigneurs de Mayenne.

## Première maison de Mayenne (historicité discutée)
Pour l'abbé Angot, Mayenne a cet avantage, au point de vue de la clarté historique, qu'un texte écrit vient corroborer à son sujet les données générales de l'histoire. Le procès est donc jugé par lui sous ce rapport : il n'y a point de seigneur de Mayenne avant Geoffroy, fils d'Hamon.
L'abbé Angot apporte une preuve indirecte de ce fait acquis, en montrant comment s'est formée la légende qui prétendrait donner à Mayenne plusieurs générations de seigneurs antérieurs à la féodalité héréditaire.
La liste des seigneurs de la première maison de Mayenne est donc d'une historicité discutée :
- Aubert du Maine, fils de Gauzlin III du Maine, comte du Maine, serait seigneur de Mayenne du chef de sa femme Mélissende de Mayenne, fille du gouverneur du Cotentin ;
- Geoffroy Ier de Mayenne (915-980), seigneur de Mayenne ;
- Juhel Ier de Mayenne (940-), seigneur de Mayenne, et aurait fondé le château de Mayenne.

## Deuxième maison de Mayenne
Au début du XIe siècle, Foulques Nerra, comte d'Anjou et suzerain du lieu, inféodait la baronnie déjà importante de Mayenne à Hamon de Mayenne, tige de la famille des Juhel, premiers seigneurs de Mayenne.
Après avoir démontré péremptoirement que la féodalité héréditaire n'existe pas en Mayenne avant le XIe siècle, M. Bertrand de Broussillon en arrive à Mayenne : « Pour Mayenne, dit-il, qui passe pour avoir été un fief dès le IXe siècle, et à qui Guyard de la Fosse donne pour seigneurs à cette époque : Méen, Ruellon, Aubert, Geoffroy et Juhel, la charte 245 du Cartulaire de Saint-Vincent vient préciser les faits de manière à ne laisser aucun doute sur le nom de son premier seigneur, et sur la date de son inféodation. Cet acte, dont la rédaction se place entre 1067 et 1070, fut approuvé par Geoffroy, fils d'Hamon, lequel Geoffroy avait reçu de Foulques Nerra, comte d'Anjou, soit entre 1014 et 1040, la propriété du château de Mayenne. Cette inféodation ne saurait évidemment être placée avant l'an mil, sans attribuer à Geoffroy une longévité d'autant plus exagérée qu'il vivait encore après 1082. ». D'où, de père en fils : 
- Geoffroy II de Mayenne (1030-1098), fils d'Hamon de Mayenne cité ci-dessus. Baron de Mayenne, seigneur de La Chartre-sur-le-Loir. Mari de Mathilde d'Alluyes.
- Gautier IV de Mayenne (1070|1060/70-1124), sire de Mayenne (1114), mari d'Adeline/Alix de Beaugency dite de Presles, fille de Lancelin II.
- Juhel II de Mayenne (1110|1087/1110-1161), sire de Mayenne (1120), seigneur de Gorron et d'Ambrières. Mari de Clémence Adèle de Ponthieu-Alençon fille du comte Guillaume Ier Talvas.
- Geoffroy III de Mayenne (1135/1147-1170), sire de Mayenne (1158). Époux d'Isabelle de Beaumont (-le-Roger)-Meulan, arrière-arrière-petite-fille du roi Henri Ier de France. Veuve, elle épousa Maurice II de Craon.
- Juhel III de Mayenne (1163/1168-1220), sire de Mayenne et Dinan-sud (1172). Sa sœur Clémence épouse Robert IV de Sablé. Il épouse Gervaise de Vitré, dame de Dinan-sud et Bécherel. Leur fille aînée Isabelle (1200-1257), dame de Mayenne et Dinan-sud, épouse Dreux V de Mello, connétable de France (mort en 1249), puis en 1250 Louis, comte de Sancerre (mort en 1267). Leur fille cadette Jeanne Gervaise épouse le comte Pierre Ier de Vendôme, d'où la succession de La Chartre et Gorron. Leur fille benjamine Marguerite (1205-1238/1256) assure après son aînée Isabelle la succession de Mayenne par son mariage avec Henri II de (Penthièvre)-Avaugour (1205-1281), baron de L'Aigle, descendant du duc Geoffroy Ier de Bretagne, fils d'Alain Ier d'Avaugour, comte de Penthièvre, et de Pétronille de Beaumont-au-Maine (-sur-Sarthe), elle-même fille de Lucie de L'Aigle.

## Famille d'Avaugour
- Alain II d'Avaugour (1230/35-vers 1272), fils de Marguerite et Henri II d'Avaugour ci-dessus, seigneur de Dinan-sud et Bécherel, baron de Mayenne et seigneur d'Avaugour, sire de Dinan-nord par son mariage avec Clémence de Beaufort-en-Pléguer, dame de Dinan-nord. Il réunit donc toute la vicomté de Dinan, mais, dilapidateur, la cède au duc Jean Ier de Bretagne en 1264.
- Henri III d'Avaugour (1260-1301) dit Henriot, son fils, comte de Goëlo, seigneur de Dinan-nord (récupéré vers 1283/1287, contre L'Aigle cédé au duc Jean Ier), de Mayenne et d'Avaugour. Épouse Marie de Brienne de Beaumont (-au-Maine, -sur-Sarthe), petite-fille de Jean de Brienne empereur latin de Constantinople et roi de Jérusalem.
- Henri IV d'Avaugour (vers 1280-1334), son fils, comte de Goëlo, seigneur d'Avaugour, de Mayenne. Mari de Jeanne d'Harcourt, fille de Jean II d'Harcourt et d'Elbeuf, maréchal de France, et de Jeanne de Châtellerault. Leur fille Jeanne (vers 1300-1327) assure la succession en épousant Guy de Bretagne, comte de Penthièvre (1287-1331) et vicomte de Limoges, fils du duc Arthur II.
- Jeanne de Bretagne-Penthièvre (vers 1324-1384), fille de Jeanne d'Avaugour et Guy de Bretagne-Penthièvre, duchesse de Bretagne, comtesse de Penthièvre et de Goëlo, vicomtesse de Limoges, dame de Mayenne, d'Avaugour et de L'Aigle, dite la Boiteuse, épouse le Bienheureux Charles de Châtillon-Blois en 1337 (cousin germain du roi Jean le Bon). En 1366, elle récupère L'Aigle sur le duc Jean IV de Bretagne-Montfort.

## Maison de Blois
- Charles de Blois (1319-1364), sire de Guise et d'Avesnes par son père, et par mariage avec Jeanne la Boiteuse baron de Mayenne et duc de Bretagne.
- Louis Ier, duc d'Anjou (1339-1384), comte du Maine et de Provence, roi de Naples, de la maison capétienne de Valois-Anjou (fils du roi Jean le Bon) ; baron de Mayenne et de Guise comme époux de Marie de Châtillon-Blois (1345-1404), fille de Charles de Blois et de Jeanne la Boiteuse, dame de Mayenne et de Guise. Par leurs alliances, les petites-nièces (Françoise et Nicole) de Marie dirigent le reste de l'héritage des Bretagne-Penthièvre-Avaugour vers les Albret (Limoges, Avesnes ; le roi Henri IV en descend par sa mère Jeanne d'Albret), les de Brosse puis les Luxembourg-Saint-Pol (Penthièvre, L'Aigle), et la famille ducale de Bretagne-Montfort (Goëlo et Avaugour échoient aux Bretagne-Avaugour-Vertus).
- Louis II, duc d'Anjou (1377-1417), fils de Louis et Marie, comte du Maine et de Provence, roi de Naples, époux de Yolande d'Aragon, fille et héritière du roi Jean Ier d'Aragon et de Yolande de Bar (-le-Duc), héritière du duché de Bar et petite-fille du roi Jean le Bon.
- Louis III, duc d'Anjou (1403-1434), fils des précédents. Sa sœur Marie épouse Charles VII en 1422, elle est la mère de Louis XI, le père de Charles VIII.
- René, duc d'Anjou, (1409-1480), duc de Bar et de Lorraine, comte du Maine, de Provence et de Guise, roi de Naples, dit le Bon roi René, frère du précédent, époux de la duchesse Isabelle de Lorraine. Leur fille la duchesse Yolande épouse Ferry II de Lorraine-Vaudémont, sire de Joinville : leur fils est René II duc de Lorraine (1451-1508) qui suivra. Guise passe de 1425 à 1444 à la famille de Luxembourg-Saint-Pol.
- Charles IV, comte du Maine (1414-1472), comte du Maine et baron de Mayenne en 1441 par don de son frère René, comte de Guise en 1444, frère des précédents, mari d'Isabelle de Luxembourg-Saint-Pol, la sœur du connétable Louis.
- Charles V, comte du Maine (1446-1481), duc d'Anjou, comte de Guise et de Provence, fils du précédent. Guise passe de 1481 à 1520 aux descendants de sa sœur Louise épouse de Jacques d'Armagnac-Nemours, évoqués ci-dessous.
- En 1481, à la mort de Charles V d'Anjou, comte du Maine et baron de Mayenne, Louis XI de France, cousin germain dudit Charles V, rattache les duché d'Anjou, comté du Maine et comté de Provence au domaine royal, de même que Mayenne, qui passe à sa mort en 1483 à son fils Charles VIII. Ce dernier rend la baronnie de Mayenne en 1484 aux Armagnac-Nemours conjointement, les deux frères Jean et Louis, fils de Louise et Jacques ci-dessus[2]. Mais elle échoit à leur cousin le duc de Lorraine René II qui la réclamait, en 1495/1497 par deux arrêts du Parlement (voir ci-dessous).

## Maison de Lorraine
- 1481-1508 : René II de Lorraine (1451-1508), comte de Vaudémont, baron de Mayenne (1495/1497), duc de Lorraine (1473) et de Bar (1480) etc., petit-fils du bon roi René ci-dessus, mari de Philippe de Gueldre.

À la mort du duc René, son fils aîné le duc Antoine puis ses descendants régnèrent sur le duché de Lorraine et sur les possessions soumises au Saint-Empire romain germanique. Le cadet Claude de Lorraine (voir ci-dessous) reçut les possessions « françaises », dont la baronnie de Mayenne. La branche de la maison de Lorraine dont il est la tige sera connue comme la famille de Guise.
- 1508-1550 : Claude Ier de Guise (ou Claude de Lorraine, 1496-1550), fils puîné du précédent, comte d'Aumale et baron (1508) d'Elbeuf, baron (1508) puis marquis (1544) de Mayenne, comte (1520) puis 1er duc de Guise (1528), sire de Joinville. Mari d'Antoinette de Bourbon-Vendôme, fille de Marie de Luxembourg-Saint-Pol et grand-tante d'Henri IV. Mayenne (érigé en marquisat en 1544/1553) passera successivement à leur 1er fils (2e enfant) le duc de Guise François, puis à leur 3e fils (6e enfant) Claude II, comte d'Aumale, puis (1563) marquis de Mayenne. Alors que leur 8e fils (12e enfant) René (René II, marquis d'Elbeuf) reçoit la baronnie d'Elbeuf (1550).
- 1550-1563 : François Ier de Guise (1520-1563), 1er fils du précédent, 2e duc de Guise, marquis de Mayenne. Époux d'Anne d'Este, petite-fille de Louis XII et d'Anne de Bretagne, et de Lucrèce Borgia.

À la mort de François, le duché de Guise est transmis à son fils aîné Henri Ier de Guise, le Balafré, tandis que le marquisat de Mayenne va au duc d'Aumale Claude II, frère cadet de François. Cependant certains considèrent qu'il faut aussi compter le Balafré parmi les seigneurs de Mayenne.
- 1563-1573 : Claude II d'Aumale (1526–1573), frère du précédent, 3e fils de Claude Ier, comte puis (1547) duc d’Aumale, marquis de Mayenne.

- 1573-1611 : Charles II de Mayenne (1554-1611), 2e fils du duc François, frère cadet du Balafré, marquis puis duc (dès 1573) de Mayenne, comte du Maine, pair de France, amiral de France et grand-chambellan, époux d'Henriette de Savoie-Villars, comtesse de Tende et de Sommerive, arrière-petite-fille du duc Philippe II de Savoie. On comprend mal la numérotation « II » que lui ont donnée les anciens historiens : il est le quatrième Charles sire de Mayenne, après Charles de Blois et Charles IV et V du Maine !

Parmi tous ses titres, Charles est surtout connu par celui de duc de Mayenne ou simplement Mayenne.
- 1611-1621 : Henri de Mayenne (1578-1621), fils du précédent, duc de Mayenne, d'Aiguillon (1599), marquis de Villars, comte du Maine, de Tende, de Sommerive, pair de France.

Henri, 2e duc de Mayenne, meurt en 1621 sans descendance. Le duché passe alors, par sa sœur Catherine de Mayenne (1585 † 1618), à la maison de Gonzague, ducs de Mantoue, de Montferrat, de Nevers et de Rethel.

## Maison de Gonzague
- 1621-1631 : Charles III (1609 † 1631), 3e duc de Mayenne, duc d'Aiguillon, duc Charles IV de Rethel par courtoisie, fils de Charles Ier de Gonzague-Nevers-Mantoue et de Catherine de Mayenne.

Marié en 1627 à Marie de Gonzague-Mantoue (1609 † 1660), fille du duc François IV et de Marguerite de Savoie. Frère aîné d'Anne-Marie de Gonzague-Nevers, qui transmettra plus tard les droits sur la principauté d'Arches et sur le duché de Guise à ses descendants, les Condé.
- 1631-1632 : Ferdinand (1610 † 1632), duc de Mayenne et d'Aiguillon, duc de Nevers par courtoisie, frère du précédent, sans postérité. À sa mort, Richelieu prend le duché d'Aiguillon pour la Couronne (attribué à sa nièce en 1638 !).
- 1632-1645 : Après la mort de Charles IV et de Ferdinand de Mayenne, le Duché de Mayenne fut l'objet de compétitions. Louise-Marie de Gonzague et Anne de Gonzague s'appuyant sur ce que leur neveu, Charles était étranger au Royaume de France, alléguaient qu'il ne pouvait posséder légalement celle seigneurie[4], et la réclamèrent pour elles-mêmes, par droit d'aubaine. La question ne fut pas immédiatement tranchée : un arrêt leur en accorda provisoirement la jouissance, qu'elles conservèrent jusqu'en 1645. A celle époque, le roi évoqua l'affaire et adjugea définitivement Mayenne à Charles.
- 1645-1654 : Charles IV (1629 † 1665), duc de Mayenne, de Nevers (Charles IV, 1637-1659) et de Rethel (Charles V, 1637-1659), 2e prince d'Arches (Charles II, 1637-1665), duc de Mantoue et de Montferrat (Charles II, 1637-1665), fils de Charles III et de Marie de Gonzague-Mantoue.

Marié en 1649 à Isabelle-Claire d'Autriche (1629 † 1685).
Quelques années plus tard, le prince, pressé par d'impérieux besoins d'argent, vendit pour sept cent cinquante-six mille livres la terre de Mayenne au cardinal Jules Mazarin, par contrat devant Saint-Wast et Le Fouyn, notaires au Châtelet de Paris, du 30 mai 1654. En 1654, Charles IV vend le duché de  Mayenne au cardinal Mazarin, ainsi que les duchés de Rethel et de Nevers en 1659.

## Maison Mazarin et descendance féminine
1654-1661 : Jules Mazarin (1602 † 1661), cardinal, principal ministre de Louis XIV.

### Maison Mancini
1661-1699 : Hortense Mancini, duchesse de Rethel (Mazarin) et de Mayenne, princesse de Porcien (alors que son frère Philippe-Julien est duc de Nivernais), nièce du précédent, fille de Michele Mancini et de Geronima Mazzarini (sœur de Mazarin).
Mariée (en 1661 et séparée en 1666) à Armand-Charles de La Porte (1632 † 1713), duc de La Meilleraye.

### Maison de La Porte de La Meilleraye
1699-1731 : Paul-Jules de La Porte (1666 † 1731), duc de Rethel (renommé duché de Mazarin en 1663), de Mayenne et de La Meilleraye, fils des précédents
Marié en premières noces (1685) à Charlotte Félicité de Durfort de Duras († 1730)
(Ascendance : Henri IV d'Avaugour baron de Mayenne > Marguerite, sœur de Jeanne, épouse Henri VII de Léon > Jeanne de León, épouse Jean Ier de Rohan > arrière-petite-fille Marguerite de Rohan, épouse Jean d'Orléans, comte d'Angoulême > petite-fille Jeanne d'Angoulême, épouse Jean de Longwy > Jacqueline de Longwy, épouse Louis III, duc de Bourbon-Montpensier > Charlotte, épouse Guillaume de Nassau, prince d'Orange, le Taciturne > Élisabeth, épouse d'Henri de La Tour d'Auvergne, duc de Bouillon > Élisabeth Charlotte, épouse Guy Aldonce Ier de Durfort de Duras > petite-fille Charlotte Félicité).
Marié en secondes noces (1731) à Françoise de Mailly (1688 † 1742).
1731-1738 : Paul de La Porte (1701 † 1738), duc de Mazarin, de Mayenne et de La Meilleraye, fils du précédent et de Charlotte Félicité de Durfort de Duras.
Marié (1716) à Louise Françoise de Rohan-Soubise (1695 † 1755)
(Ascendance : Marie de Bretagne-Avaugour-Vertus, issue de Charles de Blois et Jeanne la Boiteuse, ducs de Bretagne et barons de Mayenne, épouse Hercule de Rohan-Montbazon > François de Rohan, prince de Soubise > Hercule Mériadec de Rohan-Soubise > Louise Françoise)
Charlotte Antoinette de La Porte (1719 † 1735), fille du précédent.
Mariée en 1733 à Emmanuel-Félicité de Durfort, duc de Duras (1715 † 1789), neveu de Charlotte Félicité ci-dessus.

### Maison de Durfort
1738-1781 : Louise-Jeanne de Durfort (1735 † 1781), duchesse de Mazarin, de Mayenne et de La Meilleraye, fille d'Emmanuel Félicité de Durfort et de Charlotte Antoinette de La Porte.
Mariée en 1747 à Louis Marie d'Aumont (1732 † 1799), duc d'Aumont.

### Maison d'Aumont
1781-1789 : Louise d'Aumont (1759 † 1826), duchesse de Mazarin (Rethel), de Mayenne et de La Meilleraye, fille des précédents.
Mariée en 1771 (et divorcée en 1798) à Honoré IV Grimaldi, prince  de Monaco (1758 † 1819)
(Ascendance : René II de Lorraine marquis d'Elbeuf, fils du duc Claude Ier de Guise, marquis de Mayenne > Charles Ier, duc d'Elbeuf > Henri, comte d'Harcourt > Louis, comte d'Armagnac > Marie d'Elbeuf, épouse Antoine Ier Grimaldi de Monaco > arrière-petit-fils Honoré IV)

## Maison Grimaldi
L'actuel prince de Monaco, Albert II, porte parmi ses nombreux titres discutés celui de duc de Mayenne.
- Liste des souverains de Monaco
- Titres des Grimaldi